# TBS 화요일 밤 9시 드라마
TBS 화요일 밤 9시 드라마(일본어: TBS火曜9時枠の連続ドラマ)는 TBS 텔레비전 계열에서 드라마이다.

## 작품 목록

### 1970년대
- 《당신은 어디에》 (제1시리즈)
- 《여자 가족》
- 《가족 맞춤》
- 《프라이팬의 노래》
- 《살기 만점》

### 1980 ~ 1987년
- 《삼남 세사위 한마리》
- 《엄마 당당》
- 《맑은 후 맑음》
- 《핫코다산》
- 《혼성 숲》
- 《사람은 그것을 스캔들이라는》
- 《의욕만》
- 《아 노무기토게》
- 《새벽의 탱고》
- 《혼자 오라고 두 사람 와라 모두 와라》
- 《사랑의 활주로 '81》
- 《노노무라 병원 이야기》
- 《해당화 꽃이 피면》
- 《어느날 갑자기 사랑이었다》
- 《오라버니》
- 《외과의 키도 슈헤이》
- 《간호사 일기 파트 I》
- 《적령기 가족》
- 《신데렐라의 지갑》
- 《키류인 하나코의 생애》
- 《이혼 적령기》
- 《매번 시끄럽게 있습니다》 (제1시리즈)
- 《완고한 아버지에게 경례》
- 《열셋 보이》
- 《여름·체험 이야기》 (파트1-2)
- 《OH! 우리 친구야》
- 《도련님은 알 리 없다!》
- 《니시다 토시유키가 울고 쌓이는가》
- 《멋진 삼각 관계 벽옆족에게 꽃다발을》
- 《사랑에 사랑하고 사랑 느낌》

### 1992 ~ 1995년
- 《백화점! 가을 이야기》
- 《언젠가 좋아한다고 말해》
- 《사쿠라 모모코 랜드·타니구치 로쿠조 상점》
- 《신칸센 이야기 '93 여름》
- 《증오에게 미소》
- 《사람의 불행은 꿀의 맛》
- 《스튜어디스의 연인》
- 《매번 미안합니다》
- 《내 운명》
- 《매번 실례합니다》
- 《여름! 백화점 이야기》